# Ichthuskapel
De Ichthuskapel is een voormalige kerkgebouw in de tot de Noord-Brabantse gemeente Altena behorende plaats Sleeuwijk, gelegen aan Transvaal 65.

## Geschiedenis
De Ichthuskapel is een houten kerkje uit 1978 dat in gebruik is geweest bij de Nederlands Gereformeerde Gemeente. Dit kerkgenootschap ontstond in 1967 vanuit een conflict binnen de plaatselijk Vrijgemaakte gemeente. Aanvankelijk kerkte men in scholen en ook wel in de (katholieke) Sint-Jozef Werkmankerk. 
Het betrof een betrekkelijk kleine kerkgemeente die bovendien veel van zijn lidmaten had in een reeks omliggende plaatsen. Uiteindelijk bezochten nog slechts een 20-tal mensen de diensten en was er tevens sprake van vergrijzing. In 2021 werd de gemeente opgeheven. Het kerkje werd verkocht aan een projectontwikkelaar en gesloopt.

## Gebouw
Het betreft een eenvoudig houten zaalkerkje onder zadeldak met voorportaal en een klokkenruiter op het dak.